# Personnages d'Une famille presque parfaite

Cette page présente les personnages de la série télévisée américaine Une famille presque parfaite (Still Standing).

## Personnages principaux
La famille Miller est composée de cinq personnes :
- Bill « Billy » Miller (Mark Addy), le père de la famille (adulte) ;
- Judy Miller (Jami Gertz), la mère (adulte) ;
- Brian Miller (Taylor Ball), le fils aîné de la famille (adolescent) ;
- Lauren Miller (Renee Olstead), la fille (adolescente) ;
- Tina Kathleen Miller (Soleil Borda), la petite dernière (enfant).

D'autres membres de leur famille les côtoient dans la série, telles que :
- Linda Michaels (Jennifer Irwin), la sœur de Judy ;
- Daniel « Fitz » Fitzsimmons (Joel Murray), l'ami de Bill.

## Parents de Bill et Judy
Les parents de Judy et Linda sont :
- Gene Michaels (Steven Gilborn), le père ;
- Helen Michaels (Janet Carroll puis Swoosie Kurtz), la mère.

Les parents de Bill, quant à eux, sont :
- Al Miller (Paul Sorvino), le père ;
- Louise Miller (Sally Struthers ), la mère.

## Entourage
Tout autour de la famille Miller vivent des gens, tels que :
- Perry (James Patrick Stuart), le mari de Linda durant un bon moment ;
- Marion Fitzsimmons (Kerry Kenney), la femme de Fitz ;
- Johnny (Clyde Kusatsu), le mari de Louise pendant un court moment ;
- Bonnie (Ashley Tisdale ), l'amoureuse de Brian ;
- Becca (Lauren Schaffel), l'amie de Lauren ;
- Ted Halverson (Kevin Nealon), le père de la famille Halverson ;
- Matt Halverson (Shawn Pyfrom), le fils unique de la famille Halverson ;
- Shelly (Julia Campbell), l'une des voisines lesbiennes des Miller, blonde de Terry ;
- Terry (Justine Bateman), l'une des voisines lesbiennes des Miller, blonde de Shelly ;
- Chris (Sean Marquette), le fils de Shelly et Terry ;
- Kyle Polsky (Todd Stashwick), le voisin des Miller, ami de Bill ;
- Carl (David Koechner), un ami de Bill.

## Artistes invités
Parfois, des artistes se font invités pour jouer un petit rôle dans l'émission. Voici ces personnes qui ont, justement, fais partis de la série pour un épisode :
- Vanessa Hudgens : Tiffany ;
- Jason Earles : Goran l'invincible ;
- Allisyn Ashley Arm : Ella.